# Joseph Roustan
Pour les articles homonymes, voir Roustan.
Joseph Roustan, né en 1756 à Nîmes où il est mort le 10 février 1835, est un poète français d'expression provençale.
Fils d'un médecin-chirurgien de Nîmes, il remplit pendant la majeure partie de sa vie les fonctions de magistrat, occupant ses loisirs à la composition de poésies en provençal.

## Publications
- Poueme en vers patois coscernan leis evenamens que se soun passas dins nosté fatal interrègne desempieï 1789 jusqu'en 1815 en raceurci, per lou Fréro dé l'Esteumac, 1816
- Œuvres lyriques, 1818
- Leïs passo-tems dé Meste Martin, counténen leis Quatre Saisouns é aoutrei pèços en vers patois, 1822
- Boufounados en vers patois, ounté i a dé que rire é dé que pleura, 1824
- Lou Tour de Vilo, 1826
- Lou Troubadour languédosien, 1832